# Třída Halland
Třída Halland byla předposlední postavená třída torpédoborců švédského námořnictva. Plavidla byla stavěna jako doprovod švédských lehkých křižníků. Jedná se o vůbec největší postavené švédské torpédoborce a první torpédoborce mimo SSSR, nesoucí protilodní střely. Celkem byly postaveny čtyři jednotky této třídy. První pár získalo švédské námořnictvo a další dvě jednotky zakoupila Kolumbie. Ve službě byly v letech 1955–1987. Halland byl vyřazen jako vůbec poslední švédský torpédoborec. Jeho sesterská loď Småland byla zachována jako muzejní loď. Je součástí námořního muzea Maritiman v Goteborgu. Småland je největší muzejní loď ve Skandinávii.

## Stavba
Stavba dvojice torpédoborců této třídy byla schválena 19. listopadu 1948. Kýly obou plavidel byly založeny v roce 1951 a do služby byly zařazeny v letech 1955-1956. Stavbu provedly loděnice Götaverken a Eriksberg v Göteborg. Roku 1955 byla schválena stavba druhého páru torpédoborců Lappland a Värmland pro švédské námořnictvo, roku 1958 ale byla zrušena. Dva modifikované torpédoborce naopak objednalo kolumbijské námořnictvo. Dodány byly roku 1958 jako 7 de Agosto (D-06) a 20 de Julio (D-05).
Jednotky třídy Halland:
| Jméno                             | Uživatel | Loděnice   | Založení kýlu | Spuštěna          | Vstup do služby | Osud                                                |
| --------------------------------- | -------- | ---------- | ------------- | ----------------- | --------------- | --------------------------------------------------- |
| Halland (J18)                     | Švédsko  | Götaverken | 1951          | 16. července 1952 | 8. června 1955  | Vyřazen 1987.                                       |
| Småland (J19)                     | Švédsko  | Eriksberg  | 1951          | 23. října 1952    | 12. ledna 1956  | Od roku 1980 cvičná loď, vyřazen 1984, muzejní loď. |
| 20 de Julio (D-05)                | Kolumbie | Kockums    | 1955          | 26. června 1956   | 15. června 1958 | Vyřazen 1984.                                       |
| 7 de Agosto (D-06, ex 3 de Junio) | Kolumbie | Götaverken | 1955          | 19. června 1956   | 31. října 1958  | Vyřazen 1986.                                       |

## Konstrukce

### TřídaHalland

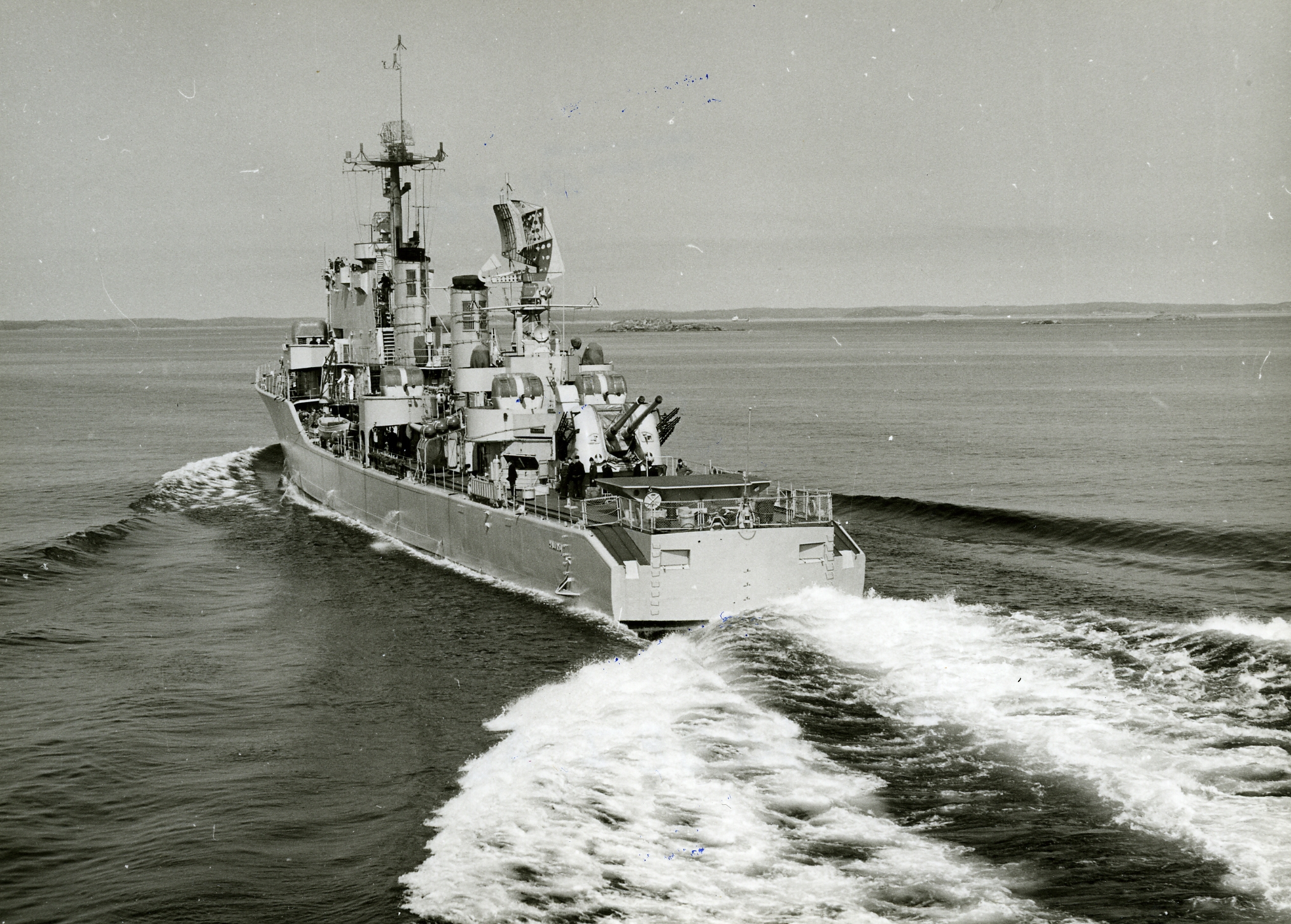
Halland (J18)

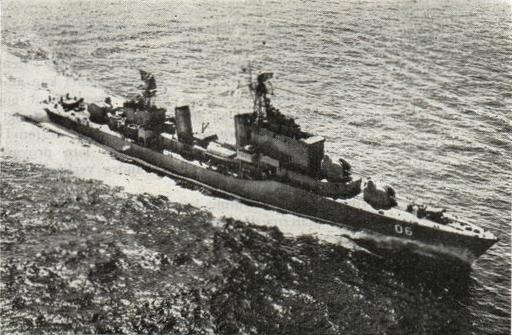
7 de Agosto

Torpéborce byly vybaveny radary Scanter 009, Thomson-CSF Saturn, H.S.A. M22, LW-03 a H.S.A. M45. K detekci ponorek sloužil sonar. Hlavňovou výzbroj po dokončení tvořily čtyři 120mm kanóny Bofors v dvoudělových věžích, dva 57mm kanóny Bofors ve dvoudělové věži před můstkem a šest protiletadlových 40mm kanónů Bofors. Torpédoborce rovněž nesly dvě protilodní střely Robot Rb-315 s dosahem 18,5 km. Pro ně bylo neseno vypouštěcí zařízení Mk.20. Další ofenzivní zbraní představoval jeden pětihlavňový a jeden trojhlavňový 533mm torpédomet. K napadání ponorek sloužily rovněž dva čtyřhlavňové 375mm protiponorkové raketomety Bofors. Vybaveny byly též pro nesení až 58 námořních min.
Pohonný systém tvořily dva kotle Penhoët a dvě převodové turbíny De Laval o výkonu 58 000 hp, pohánějící dva lodí šrouby. Nejvyšší rychlost dosahovala 35 uzlů. Dosah byl 3000 námořních mil při rychlosti 20 uzlů.

### Třída20 de Julio
Kolumbijské torpédoborce se lišily především složením elektroniky a výzbroje. Tu představovalo šest 120mm kanónů ve dvoudělových věžích, čtyři 40mm kanóny Bofors, jeden čtyřhlavňový 533mm torpédomet a jeden 375mm protiponorkový raketomet Bofors.

### Modernizace

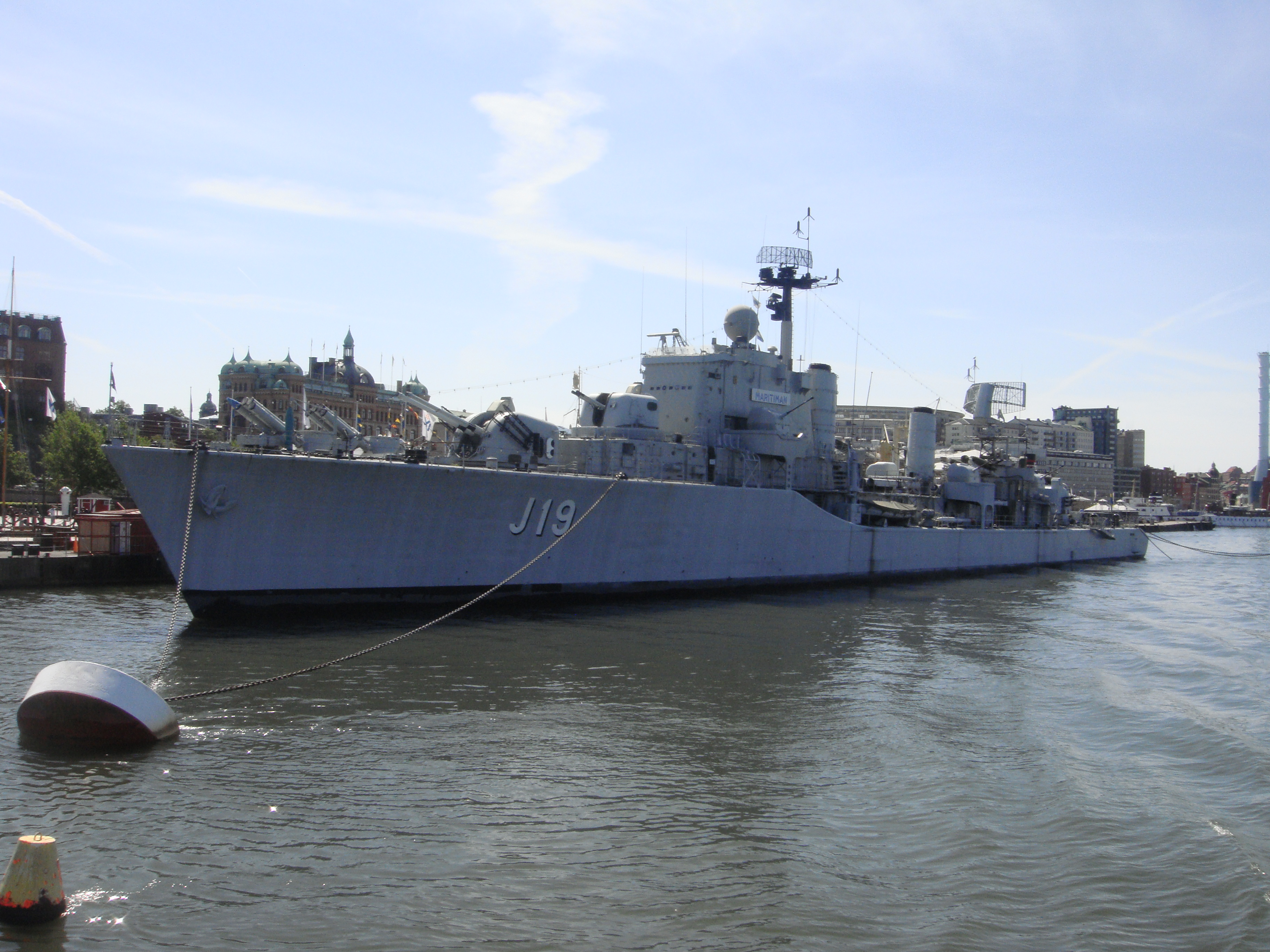
Torpédoborec Småland (J19) byl zachován jako muzejní loď

V 60. letech byly švédské torpéboroce modernizovány. Původní radary LW-03 a H.S.A. M45 nahradil nový systém řízení palby PEAB 9LV 200 Mk.2. Instalovány byly rovněž modernější protilodní střely Rb-08A.